# Nabro
O vulcão Nabro é um estratovulcão situado na Depressão de Danakil, na região de Debub-Keih-Bahri da Eritreia.

## Geologia
Parte do Triângulo de Afar, o vulcão Nabro é um dos muitos complexos de caldeiras vulcânicas da parte mais nordestina da região do vale do Rifte da África Oriental. As caldeiras gémeas ter-se-ão formado durante uma erupção de aproximadamente 20 a 100 km³ consistindo de ignimbrito, embora a data da sua formação seja desconhecida. O volume de material vulcânico subaéreo no interior da pluma mantélica da Cordilheira Vulcânica do Nabro é provavelmente da ordem dos 550 km³.

## Erupção de 2011
Apesar de não haver registo histórico de erupções, o Nabro provavelmente entrou em erupção pouco depois da meia-noite em 13 de junho de 2011, hora local, após uma série de sismos na região da fronteira entre a Eritreia e a Etiópia, com magnitudes de até 5,7. A pluma de cinzas foi observada por satélite, deslocando-se para oés-noroeste ao longo da fronteira, com cerca de 50 km de largura e várias de centenas de quilómetros de comprimento, nas horas imediatamente a seguir ao relato da ocorrência da erupção, atingindo supostamente 15 km de altura.
Previa-se que a nuvem de cinzas pudesse atingir a atmosfera sobre países como Egito, Iémen, Israel, Iraque, Jordânia, Sudão, Djibuti e Arábia Saudita.